# 瓦西尼夫卡
47°39′41″N 35°49′18″E / 47.66139°N 35.82167°E
瓦西尼夫卡（烏克蘭語：Васинівка）是位於烏克蘭東南部的村莊，由扎波羅熱州波洛希區的普雷奧布拉任卡市鎮負責管轄。該村處於熱雷貝茨河右岸，始建於1782年，面積1.34平方公里，海拔高度52米，2001年人口161。